# 의성 내산리 석불좌상
의성 내산리 석불좌상(義城 內山里 石佛坐像)은 대한민국 경상북도 의성군에 있는 석불이다. 1995년 6월 19일 경상북도의 문화재자료 제305호로 지정되었다.

## 개요
경상북도 의성군 구천면 내산리의 미륵당 안에 모셔져 있는 석불이다.
민머리 위에 솟아 있는 상투 모양의 머리묶음은 큼직하고, 얼굴은 눈·코·입에 훼손이 심하여 윤곽이 뚜렷하지 않다. 옷은 양쪽 어깨를 감싸고 있으며, 옷주름은 V자 모양으로 등뒤까지 연결되어 있다. 오른손은 땅을 향하여 아래로 내려져 있고 왼손은 약그릇 같은 것을 받치고 있는 것으로 보아 약사여래불을 표현한 것으로 보인다.
전체적으로 머리·손·발 등이 크게 표현되어 균형감이 없고 둔탁한 조각수법으로 보아 고려시대에 만들어진 것으로 추정된다.